# Курт Суше
Курт Карл Фрідріх Суше (нім. Curt Karl Friedrich Souchay; 9 липня 1893, Берлін — 15 листопада 1978, Альтенберге) — німецький воєначальник, генерал-майор вермахту.

## Біографія
Син художника Пауля Суше і його дружини Гелени, уродженої Кох. 19 березня 1912 року вступив у армію. Учасник Першої світової війни. Після демобілізації армії залишений в рейхсвері. З 26 серпня 1939 року — ад'ютант 4-ї армії, з 27 грудня 1941 року — групи армій «Центр». З 10 липня 1942 року — командир 72-ї піхотної дивізії. 24 листопада 1942 року відправлений в резерв ОКГ. З 1 листопада 1943 року — комендант 755-ї польової комендатури.

## Сім'я
23 серпня 1927 року одружився з Ірмгард фон Лер. В пари народились 3 дочки (1928, 1931 і 1937).

## Звання
- Фанен-юнкер (19 березня 1912)
- Лейтенант (18 серпня 1913; патент від 19 серпня 1911)
- Оберлейтенант (5 жовтня 1916)
- Гауптман (1 лютого 1924)
- Майор (1 жовтня 1933)
- Оберстлейтенант (1 квітня 1936)
- Оберст (1 січня 1939)
- Генерал-майор (1 серпня 1942)

## Нагороди
- Залізний хрест 2-го і 1-го класу
- Почесний хрест ветерана війни з мечами
- Медаль «За вислугу років у Вермахті» 4-го, 3-го, 2-го і 1-го класу (25 років)
- Застібка до Залізного хреста
  - 2-го класу (21 вересня 1939)
  - 1-го класу (22 серпня 1942)
- Медаль «За Атлантичний вал» (20 жовтня 1940)
- Хрест Воєнних заслуг 2-го і 1-го класу з мечами (20 січня 1942) — отримав 2 нагороди одночасно.
- Медаль «За зимову кампанію на Сході 1941/42» (15 липня 1942)